# 世界崩壊の序曲
『世界崩壊の序曲』（せかいほうかいのじょきょく）は、1980年のアメリカ合衆国のパニック映画。原題 "When Time Ran Out" 、日本・フィリピン等公開版の英語タイトルは、 "The Day the World Ended" 。アーウィン・アレン制作、ジェームズ・ゴールドストーン監督、ポール・ニューマン主演。ワーナー・ブラザース作品。

## ストーリー
南太平洋カラルー島で油田採掘を行っていたハンク・アンダーソン（ポール・ニューマン）は、島にあるマウナ・タイ火山が噴火する兆候を認めた。そこで島の有力者でリゾート・ホテルを新規開業したボブ・スパングラー（ジェームズ・フランシスカス）に火山の噴火の予兆を告げる。だがボブ・スパングラーは、ハンクの心配を軽くとらえてしまう。
島には、世界的ホテル王シェルビー・ギルモア（ウィリアム・ホールデン）と、その宣伝部長でハンクの元恋人ケイ・カービー（ジャクリーン・ビセット）が、ホテルの視察に訪れていた。
ホテルにはシェルビー社長の姪で、ボブ・スパングラーの妻のニッキー（ヴェロニカ・ハメル）や、横領容疑者フランシス・フェンドリー（レッド・バトンズ）と彼を追ってきたニューヨーク市警の刑事トム・コンティ（アーネスト・ボーグナイン）、元サーカスの綱渡り師ルネ・バルデス（バージェス・メレディス）、その妻のローズ・バルデス（ヴァレンティナ・コルテーゼ）などが宿泊していた。
ハンクとケイが島の海岸付近でピクニックをしている途中で、火山が噴火を始めてしまう。ヘリでホテルへ向かい、ハンクは宿泊客と従業員へ島の反対側への避難を提案するが、ボブはホテルにとどまる方が安全だと主張する。
大半の客はボブ・スパングラーの意見に同意し、ハンクたちについていく人はごく少数であった。
ハンクは、ケイ、シェルビー、フランシス・フェンドリー、刑事トム・コンティ、ルネ・バルデス、妻のローズ、社長のシェルビー・ギルモア、ホテル従業員のブライアン、島の住人のモナ（シーラ・アレン）とその夫（ノリユキ・パット・モリタ）らと共に、島の裏側への避難を開始する。

## 概説
『ポセイドン・アドベンチャー』（1972）や『タワーリング・インフェルノ』（1974）のアーウィン・アレンが制作したパニック映画である。原作は、ドキュメンタリーを多数執筆しているゴードン・トーマスとマックス・モーガン・ウィッツの『世界最後の日』（ "The Day the World Ended" ）で、1902年のマルティニークのプレー山大噴火を題材にしたものであった。これを、『戦場にかける橋』（1957）でアカデミー脚色賞を受賞したカール・フォアマンと、『夜の大捜査線』（1967）で同賞を受賞し『タワーリング・インフェルノ』も手がけたスターリング・シリファントが、舞台を現代の南太平洋の架空の島に移して脚色した。アレンは、今回は『ジェット・ローラー・コースター』（1977）のジェームズ・ゴールドストーンを監督に起用した。音楽は『スパイ大作戦』『燃えよドラゴン』、パニック映画では『エアポート'80』を手がけたラロ・シフリンであった。
出演は『タワーリング・インフェルノ』でも共演したポール・ニューマンとウィリアム・ホールデン、『大空港』（1970）や『ザ・ディープ』（1977）のジャクリーン・ビセット、『続・猿の惑星』（1970）や『コンコルド』（1979）のジェームズ・フランシスカス、『ポセイドン・アドベンチャー』（1972）のアーネスト・ボーグナインとレッド・バトンズ、シーラ・アレン、『ポセイドン・アドベンチャー2』のヴェロニカ・ハメル、『ヒンデンブルグ』（1975）や『ロッキー』シリーズのバージェス・メレディスら、アレン作品を含め、他のパニック映画にも出演している名優を揃えたオールスター・キャストであった。
このように充実したスタッフとキャストを結集し、2,000万ドルの予算をかけた大作であったが、興行収入は170万ドルという惨憺たる結果に終わってしまった。このためアレンは、映画制作から撤退を余儀なくされ、本作は彼の手がけた最後の劇場映画となった。原因は、『ポセイドン・アドベンチャー』と『タワーリング・インフェルノ』を足して二で割ったようなストーリーの貧弱さや、肝心なスペクタクル・シーンの迫力の無さなどが上げられている。特にクライマックスの崩壊した橋を渡るシーンは、ひと目でスタジオ撮影とわかるほど出来栄えが悪く、サーカスの綱渡り師と紹介されていたメレディスが活躍するという予想通りの展開になるうえ、ニューマンのアクションは『タワーリング・インフェルノ』の非常階段のシーンの焼き直しという、見ごたえに乏しいものであった。批評家からは酷評され、今日にいたるまで「史上最低のパニック映画」とさえ言われることが多く、弁護する声はほとんど聞かれないという稀有な作品である。主演のニューマンさえも、後に出演したことを後悔した旨の発言を行っている。
なお、劇中に登場するホテルのシーンは、ハワイ島のコナ・サーフ・ホテル（現在は改装されシェラトン・ケアウホウ・ベイ・リゾート&スパとなっている）でロケが行われ、火山噴火の映像は、同島のキラウエア火山のものが使用されている。

## キャスト
| 役名                     | 俳優                       | 日本語吹替                     |
| 役名                     | 俳優                       | テレビ朝日版                   |
| ------------------------ | -------------------------- | ------------------------------ |
| ハンク・アンダーソン     | ポール・ニューマン         | 川合伸旺                       |
| ケイ・カービー           | ジャクリーン・ビセット     | 鈴木弘子                       |
| シェルビー・ギルモア     | ウィリアム・ホールデン     | 近藤洋介                       |
| ブライアン               | エドワード・アルバート     | 鈴置洋孝                       |
| フランシス・フェンドリー | レッド・バトンズ           | 千葉順二                       |
| イオラニ                 | バーバラ・カレラ           | 潘恵子                         |
| ローズ・バルデス         | ヴァレンティナ・コルテーゼ |                                |
| ニキ・スパングラー       | ヴェロニカ・ハメル         | 武藤礼子                       |
| ルネ・バルデス           | バージェス・メレディス     | 矢田稔                         |
| トム・コンティ           | アーネスト・ボーグナイン   | 富田耕生                       |
| ボブ・スパングラー       | ジェームズ・フランシスカス | 羽佐間道夫                     |
|                          |                            |                                |
| 初回放送                 |                            | 1984年7月29日 『日曜洋画劇場』 |

## スタッフ
- 制作：アーウィン・アレン
- 監督：ジェームズ・ゴールドストーン
- 脚本：カール・フォアマン&スターリング・シリファント
- 原作：ゴードン・トーマス&マックス・モーガン・ウィッツ
- 音楽：ラロ・シフリン
- 編集：エドワード・ピアリー（A.C.E）&フリーマン・A・デイビス
- 撮影：フレッド・コーネカンプ（A.S.C.）